# Station Les Pélerins
Station Les Pélerins (Frans: Gare des Pélerins) is een spoorwegstation in de Franse gemeente Chamonix-Mont-Blanc. Het ligt aan de spoorlijn Saint-Gervais-les-Bains-Le Fayet - Vallorcine (grens).